# Eric Wainaina (Musiker)
Eric Wainaina (* 28. August 1973 in Nairobi, Kenia) ist ein kenianischer Sänger und Songwriter, ausgezeichnet mit dem KORA All Africa Music Award. Sein erstes Album Sawa Sawa erschien im Jahre 2001. Wainainas Musik ist eine interessante Mischung aus kenianischen Benga-Rhythmen, ostafrikanischen Gitarren und moderner Popmusik. Eric zeichnet sich auch durch sein aktives soziales Engagement aus.

## Kindheit
Wainaina wurde in Nairobi als Sohn von George Gitau Wainaina und Margaret Wangari Wainaina geboren; sein Bruder ist Simon Wainaina. Seine Liebe zur Musik begann schon in sehr früher Kindheit. Mit vier Jahren bekam er ein Klavier geschenkt, das ursprünglich für seinen Bruder Simon bestimmt war, der aber hatte mehr Interesse für Fußball. Etwas widerwillig begann der junge Wainaina mit Klavierstunden und war dann aber aktives Chormitglied in der Grundschule und auch in der weiterführenden St.-Mary’s-Schule in Nairobi, bis auf einen kurzen Ausflug in die Welt des Basketballs. Musikalisch beeinflusst wurde der junge Wainaina vor allen Dingen von Künstlern wie Papa Wemba, Youssou N’Dour, Lokua Kanza und Paul Simon.

## Frühe Karriere
Wainaina machte seine ersten Schritte in die Musikwelt mit Five Alive, einer Gospel-A-cappella-Gruppe, der neben ihm Victor Seii, Bob Kioko, Chris Kamau und David Mageria angehörten. Letzterer wurde später von Joe Kiragu ersetzt. Musikalisch beeinflusst von Ladysmith Black Mambazo und Take 6, gewann Five Alive schnell an Popularität und war 1995 die meistgespielte Gruppe in Kenias Radios. Im Jahre 1996 veröffentlichte die Gruppe das erste Album Five Alive und ging im selben Jahr auf Europa-Tournee. Die Erfahrung mit Five Alive brachte Wainaina dazu, sich ganz für eine professionelle Musikerkarriere zu entscheiden. Es folgten Soloprojekte: Wainaina machte die Musik zu dem 1996 vom United Nations Drogen-Kontrollprogramm in Auftrag gegebenen Video Get in the Driver’s Seat (so viel wie: Nimm das Steuer in die Hand) – eine sehr erfolgreiche Antidrogenkampagne in 20 Ländern – und er ist auch im Video zu sehen. Das war nicht nur ein Meilenstein für seine Solokarriere, sondern auch der Start seines Engagements für soziale Themen, was sich auch immer mehr in seiner Musik widerspiegelt.
Als Five Alive sich im Jahre 1997 auflöste, entschied sich Wainaina zum Musikstudium am Berklee College of Music in Boston, Massachusetts, das er mit besonderer Auszeichnung abschloss; gleich in zwei verschiedenen Studiengängen: Songwriting und Aufnahmetechnik.
Wainaina nutzte seine Jahre in Berklee zu Auftritten in verschiedenen Regionen der Vereinigten Staaten und machte auch regelmäßig Konzerte in Boston. Zusammen mit seinem Produzenten, Christian Kaufmann, begann er typisch kenianischen Sound zu produzieren, kenianisch sowohl in der Musik als auch im Text. Seine Idee war, jedes Mal, wenn er in den Ferien nach Hause kam, einen neuen Song zu veröffentlichen, sehr zur Freude seiner wachsenden Fangemeinde. Sein Liveauftritt beim Beats-of-the-Season-Konzert im Dezember 2000 vor 15.000 Fans wurde auch vom nationalen Fernsehen übertragen.

## Wachsende Popularität
Einer seiner bekanntesten Songs ist Kenya Only (Einziges Kenia), der ihn über Nacht zum Star machte. Nach dem Terroranschlag auf die US-Botschaft in Nairobi im Jahre 1998 mit über 200 Toten wurde Kenya Only zum inoffiziellen Trauersong, der ständig im Radio und Fernsehen gespielt wurde (und wurde auch später bei den Unruhen Anfang des Jahres 2008 sehr bedeutend). Auch die überarbeitete Version des Kikuyu Folksongs 'Ritwa Riaku' gelangte bald auf die Liste der vielgespielten Songs der Radios landesweit.
Wainaina kehrte zwei Jahre später (2001) an die Spitze der Musikszene in Kenia zurück. Der Song Nchi ya Kitu Kidogo (Land der Kleinigkeit auf Swahili) war ein Hinweis auf „Kleinigkeiten, die man rüberwachsen lassen“ muss, um alltäglichste Dinge zu regeln, der Anfang seines Kreuzzuges gegen die wuchernde Korruption im Land (mehr dazu im Abschnitt Soziales Engagement).
Vier Jahre in Folge war er auf Tour in der Schweiz, hat im Jahr 2003 auf Hollands Festival Mundial gespielt, und auf dem Harare International Festival of the Arts - HIFA. Beide Konzerte erhielten hervorragende Kritiken. Er spielte auch auf dem Sauti za Busara in Sansibar, einem Festival ostafrikanischer Musik.
Im Dezember 2004 war die Premiere von Wainainas Musical/Theaterstück Lwanda, Stone Man (Mann aus Stein), zu dem er insgesamt 21 Songs beigetragen hatte. Es basiert auf einer lokalen Volkserzählung. Die Show, eine der ersten ihrer Art in Kenia, lief eine überaus erfolgreiche Theatersaison und eine Konzertversion lang und wird immer wieder bei kulturellen Anlässen aufgeführt. Eine zeitgenössische Adaptation des Musicals, Lwanda-A Ghetto Story, hatte im Dezember 2006 eine sehr erfolgreiche Serie von Aufführungen im GoDown Arts Centre, Nairobi. Es gibt Pläne, ein permanentes Zuhause für Lwanda in Nairobi zu finden.
Zusammen mit Mumbi Kaigwa und Andrea Kalima komponierte und arrangierte Eric die Musik für Kigezi Ndoto. Das kenianische Stück, geschrieben und unter der Regie von Kaigwa, ging 2006 im Rahmen des World Theatre Music Festivals auf Europatournee. Eric hat auch die Musik für Owen & Mzee geschrieben, einen Dokumentarfilm über die rührende Geschichte einer ungewöhnlichen Freundschaft einer Schildkröte und eines Baby-Nilpferds, das an der Küste Kenias spielt und auf dem gleichnamigen Bestseller-Kinderbuch basiert.
Im Februar 2006 spielte Eric beim allerersten in Nairobi stattfindenden Nordsee-Jazz-Festival, im Juli dann auch in der Holland-Version des Festivals. Im Dezember 2006 kam Twende, Twende, sein zweites Soloalbum, heraus. Währenddessen wurde die 2001 veröffentlichte erste Platte, Sawa Sawa, zu einem der meistverkauften Soloalben im Land.
2009 produzierte Eric das Musical Mo Faya, eine sozialkritische Studie, basiert auf dem früheren Werk Lwanda. Mo Faya gastierte im Herbst 2009 auf dem New York Musical Theatre Festival, unter der Regie von Constant-Gardener-Schauspieler John Sibi-Okumu mit Eric in der Hauptrolle.

## Soziales Engagement
Der Song für die UN-Antidrogen-Kampagne im Jahre 1996 war der Anfang von Wainainas sozialem Engagement. Auch Kenya Only, der Trauersong als Reaktion auf den Terroranschlag auf die US-Botschaft in Nairobi im Jahre 1998, ging in diese Richtung. Seitdem sind seine Musik und sein soziales Engagement eng verbunden und nicht klar zu trennen.
Der Charterfolg von Nchi ya Kitu Kidogo, dem Lied gegen die Korruption, brachte Wainaina auch internationale Anerkennung. Transparency International Kenia begann, den Künstler in seiner Aufklärungsarbeit über die negativen Seiten der Korruption zu unterstützen, und ernannte ihn zu seinem Botschafter. Er wurde auch Vertreter von MS Kenia, einer Nichtregierungsorganisation der Kenianischen Menschenrechtskommission, für sein Engagement mit Musik gegen Rechtsmissbrauch. Die Hymne gegen Korruption (Nchi ya Kitu Kidogo) wurde nicht überall so gut aufgenommen. Öffentliche Radios (Kenya Broadcasting Corporation) weigerten sich, den Song zu spielen, und man versuchte sogar – durch Einschüchterungen und Abschalten des Mikrofons – ihn von der Teilnahme am Kenya Music Festival abzuhalten.
Nach dem obskuren und noch immer unaufgeklärten Tod von Father Anthony Kaiser im Jahre 2003 wurde Wainaina von den Mill Hill Fathers gebeten, darüber einen Song zu schreiben. Mit Ukweli entstand so ein Ruf nach Gerechtigkeit, über die Versuche, den wahren Grund des Todes von Vater Kaiser zu vertuschen, der als Selbstmord dargestellt wurde, obwohl die Fakten das Gegenteil bewiesen.
2002 spielte er für die Einweihung des Internationalen Strafgerichtshofs im UN-Hauptquartier in New York unter dem Vorsitz von Kofi Annan.
Im Jahre 2006 war Wainaina sehr aktiv am Start von Kenias Nationalem Bürgerbildungs-Programm (NCEP II) Uraia zur Unterstützung der Entwicklung einer reiferen politischen Kultur in Kenia beteiligt: Bürgern soll es möglich sein, frei ihre Rechte und Verantwortung auszuüben und sich aktiv an der Festigung der Demokratie zu beteiligen.
Eric war aktives Mitglied des Kulturausschusses des Weltsozialforums, das im Januar 2007 in Nairobi stattfand, und er trat dort auch im Hauptprogramm auf.
Nach den von Wahlfälschungen bei den Parlaments- und Präsidentschaftswahlen ausgelösten Unruhen in Kenia Anfang 2008 engagierte sich Wainaina sehr für den Frieden. Sein Lied Daima entwickelte sich bei den kenianischen Radiosendern zur Hymne der Solidarität. So spielte er auch auf dem am 26. April 2008 vom Deutschen Botschafter Walter Johannes Lindner im Garten der Deutschen Residenz in Nairobi organisierten Kiwetu II Festival, dem Kenyan Pop Music Festival for peace and unity, einer Art Woodstock oder Concert in the Park unter afrikanischem Himmel. Wainaina trat auch am 9. September 2008 bei der Deutschen Botschafterkonferenz mit Fokus Africa im Auswärtigen Amt in Berlin auf und gab am 14. September im Rahmenprogramme des Forums der German Doctors ein Benefizkonzert, dessen Erlös der Organisation zugutekommt.

## Auszeichnungen
Im Jahre 2001 war er unter den Top 100 Afrikanern der Africa-Almanac.com-Liste des Jahres 2000.
Bei seiner Rückkehr von Berklee im August 2002 hatte Wainaina nicht nur einen Abschluss in zwei Studiengängen, sondern auch den Jack-Maher-Preis für außergewöhnliche Arbeit als Songwriter erhalten. Diese Auszeichnung wird jährlich den Studenten verliehen, die sich als potentielle zukünftige Leader der internationalen Musikszene empfehlen.
Inzwischen hat Wainainas Musik auch enormes internationales Interesse geweckt. Im Februar 2001 erhielt er den M-Net (Electronic Media Network, Südafrika)-Preis für den besten männlichen Sänger. Am 2. November 2002 wurde ihm bei den siebten Kora Awards (Panafrikanische Musikpreisverleihung) als einem der ersten Kenianer der Preis als bester ostafrikanischer Künstler verliehen. Als einziger kenianischer Künstler hat er live auf einer KORA-Zeremonie (mit Matthias Bublath) gespielt. 2003 wurde er für einen weiteren KORA-Preis nominiert, und im Jahre 2005 kam eine dritte KORA-Nominierung: dieses Mal für den renommiertesten Künstler des Jahrzehnts.
Bei den Kisima Music Awards 2007 gewann Wainaina in drei Kategorien: Afro-Fusion, bester Song und bestes Video. Er war unter den 100 einflussreichsten Kenianern, eine Liste, die im August 2007 von der Zeitung The Standard erstellt wurde.

## Privat
Wainaina hat am 29. Februar 2008 Sheba Hirst geheiratet, die vorher fünf Jahre lang seine Lebensgefährtin war. Ihre Tochter Seben wurde im April 2006 geboren.

## Diskografie
- 2001 Sawa Sawa
- 2003 Ukweli (Single)
- 2004 “Lwanda, Man of Stone” (Musical)
- 2006 Kigezi Ndoto (Produzent & Arrangeur)
- 2006 Owen & Mzee
- 2006 Lwanda - A Ghetto Story (Musical)
- 2006 Twende Twende
- 2011 Love + Protest